# Мейоніт
Мейоніт (рос. мейонит; англ. meionite; нім. Meyonit m) — мінерал, кальціїстий різновид скаполіту.

## Загальний опис
Хімічна формула: Ca8[(Cl2, SO4, CO3)2 | (Al2Si2O8) 6].
Містить (%): CaO — 7-8; (Cl2, CO2, SO3) — 1-3; Al2O3 — 24-29; SiO2 — 41-64.
Сингонія тетрагональна, тетрагонально-дипірамідальний вид.
Утворює безбарвні призматичні кристали або суцільні зернисті маси білого кольору.
Спайність досконала.
Густина 2,75-2,80.
Твердість 6,0-6,5.
Блиск скляний.
Зустрічається в ґнейсах і кристалічних сланцях у Мамському і Вітімському р-нах Сибіру, а також у порожнинах брил вапняку в лавах Везувію.
Від грецької «мейон» — менший, незначний (R.J.Haüy, 1801).

## Різновиди
Розрізняють:
- мейоніт сульфатистий (мейоніт, у якому серед додаткових аніонів переважає [SO4]2-);
- мейоніт хлористий (мейоніт, у якому серед додаткових аніонів переважає хлор).